# Església de la Concepció (La Orotava)
L'església de la Concepció situada en La Orotava de Tenerife, (Canàries, Espanya) és la parròquia matriu de la Nostra Senyora de la Concepció, una de les millors mostres del barroc en Canàries. Es troba en la vila de La Orotava a l'illa de Tenerife. És un dels temples més fastuosos de l'illa, raó per la qual és anomenada popularment la basílica o catedral de La Orotava, per la seva composició i dimensions, malgrat no ser cap d'aquestes. El seu element més característic és la seva cúpula, el disseny de la qual està inspirat en la cúpula de la catedral de Florència en Itàlia. El temple és des del 18 de juny de 1948, Monument Històric-Artístic Nacional.

## Història

### Seglexv
En finalitzar la conquesta de Tenerife es va iniciar la construcció d'una ermita al nord-est de lal vall de La Orotava, dedicada a Immaculada Concepció de la Mare de Déu, sota la protecció del bisbe de Canàries, Diego de Muros

### Seglexvi

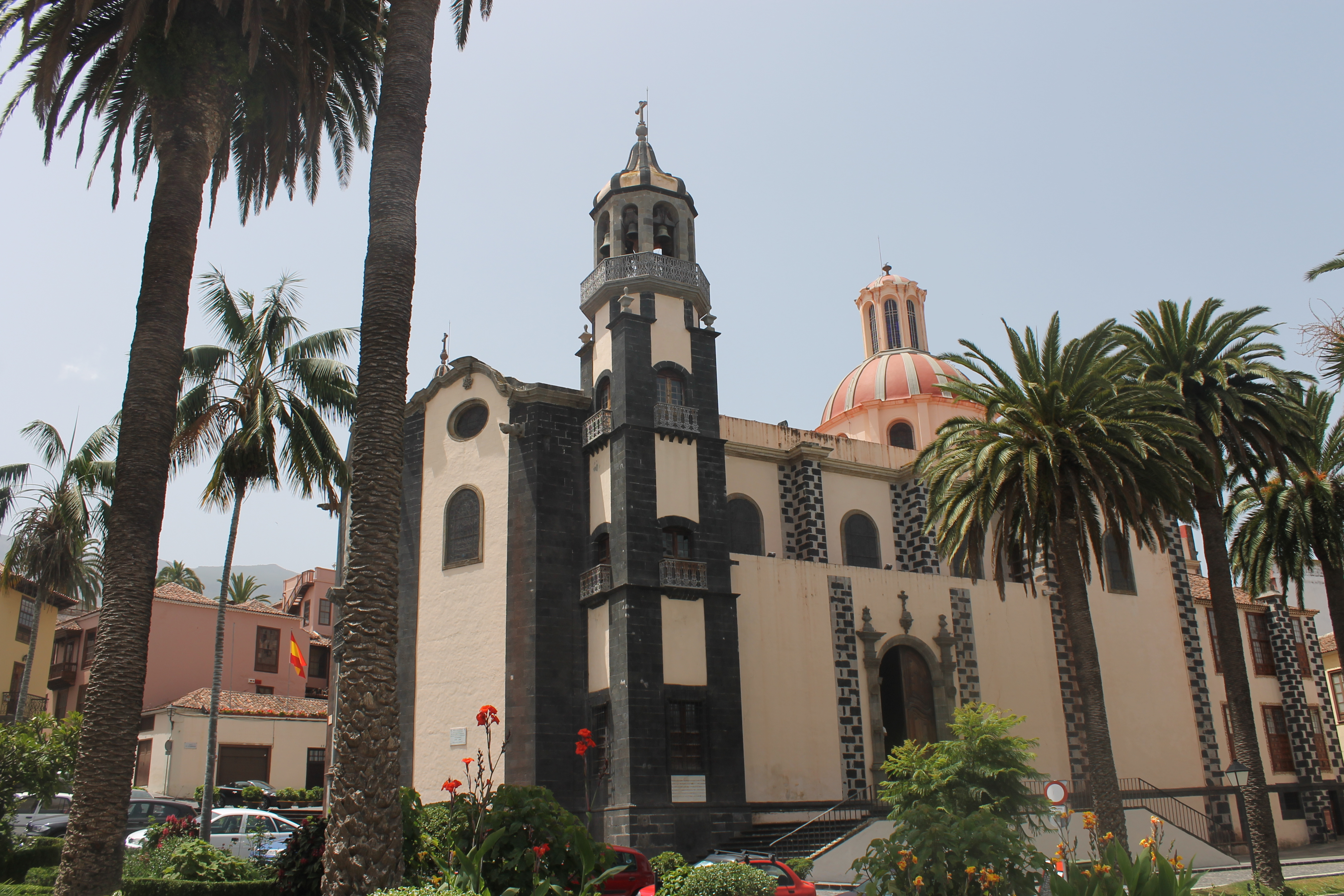
Vista lateral de l'església de la Concepció de La Orotava, Tenerife.

Després de finalitzar la conquesta, els primers pobladors castellans van començar a assentar-se al voltant de l'ermita, mitjançant la distribució de les terres realitzades per Alonso Fernández de Lugo. El 10 de gener de 1502 va tenir lloc el repartiment més important, considerant-se l'inici de la fundació del lloc de La Orotava. En 1503, amb l'augment de la població, l'ermita és erigida com curat per part del bisbe Diego de Muros, sent el prevere Pedro de Parce. Durant aquest any es crea la Germanor Sacramental. En 1514, el temple és declarat parròquia filial de la del Jaume el Major del Realejo Alto i comencen els treballs d'apliació de l'ermita, convertint-se en església en 1516.
El 5 de desembre de 1532 es concedeix a l'església un benefici eclesiàstic. Així, anys més tard, comencen de nou les obres d'ampliació per afegir-li dues capelles laterals a la nau principal, projectades i executades pel mestre picapedrer García de Velasco. Anys més tard, en 1587, arriba al temple des de l'Hospital de la Santíssima Trinitat una de les seves obres més antigues: el Crist de la Misericòrdia, obra de Rui Díaz de 1585 encarregada per la Confraria de la Santa Vera Cruz i Misericòrdia.

### Seglexvii

#### Divisió del Benefici
Durant aquesta centúria el benefici de La Orotava es va separar després de la creació de noves parròquies: Santa Úrsula (1614), La nostra Senyora de la Penya de França (1631) i la de Sant Joan Baptista (1681), aquesta última en la mateixa Vila i barri del Farrobo. També durant aquest segle el rei Felip IV li concedeix a La Orotava el títol de Vila (1648).

#### Modificacions i ampliació de l'església

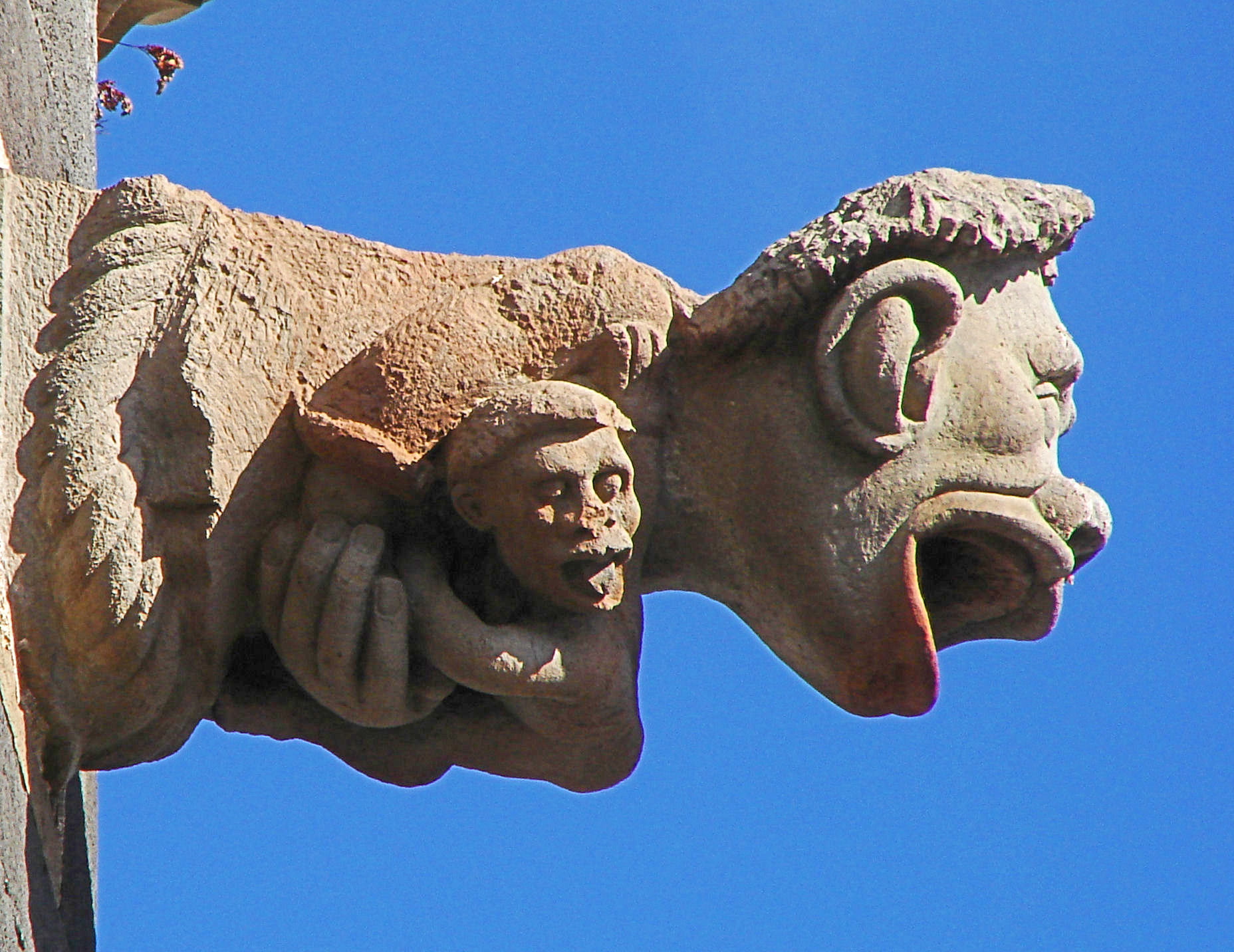
Gàrgola situada en la façana.

En 1605 el bisbe Francisco Martínez ordena canviar l'orientació de la porta principal de l'església cap a la plaça de les Monges -actualment plaça Patricio García. Aquest mateix any s'acaba el primitiu retaule de la capella major, obra de l'escultor Pedro de Artacho Arbolanche. En 1637 finalitzen les obres de l'antiga torre campanar. L'escultor de Garachico Blas García Ravelo realitza la imatge del Crist Predicador en 1667 i, anys més tard, després de la seva defunció el 19 d'octubre de 1680 seria enterrat a l'església.
En 1689 comença a aixecar-se el retaule de la Immaculada, obra de Lázaro González d'Ocampo i Gabriel de la Mata, sent finalitzat i instal·lat en la capella major del primitiu temple en 1691. En 1700 acaben els treballs d'ampliació del temple, en afegir-li capelles a les naus principals.

### Seglexviii

#### Fidels al vot
Del 24 de desembre de 1704 al 27 de març de 1705, en La Orotava se senten diversos terratrèmols ocasionats per l'erupció del volcà de Güímar, que danyaran seriosament a l'església de la Concepció. Una vegada finalitzats els tremolors, l'ajuntament fa vot solemne d'assistir, a perpetuïtat, a la celebració anual en honor de la Verge de Candelària i sufragar les seves despeses.

#### La ruina del temple
En 1728 l'església mostra una greu deterioració, realitzant-se diversos treballs de reparació que tornaran a repetir-se en 1739. Després de diversos esfondraments parcials en 1753 i l'apuntalament de l'edifici, en 1758 es sol·licita al Consell d'Índies ajuda econòmica per a la construcció d'un nou temple, en ser la parròquia de patronat real. Es va aprovar l'edificació d'una nova església després de declarar-se la primitiva en ruïna total.
El capità Alonso de LLarena i Carrasco, director al costat de Juan Antonio d'Urtusáustegui i Lugo Vinya, de la Junta de Fàbrica, va ser el primer director de l'obra de construcció del nou temple. Així, en 1755 s'encomana al prestigiós enginyer militar Francisco Gozar la projecció d'una església de major dimensions que l'anterior, per ser edificada en La Orotava. L'enginyer va dissenyar dos plànols, un de coberta d'artesonat i un altre amb voltes -aquest últim es conserva en l'Arxiu Històric Nacional-, avaluant el cost en 64 682 pesos.
El comandant general don Joan d'Urbina va remetre el plànol al Consell de Castella en 1756. No obstant això, a causa de la demora del projecte, ja que el 7 d'agost de 1769 el Consell Real informés sobre el projecte de Gozar a l'insigne arquitecte Ventura Rodríguez, és sol·licitat al mestre Patricio García planificar una nova església i dirigir les obres.

#### La nova església

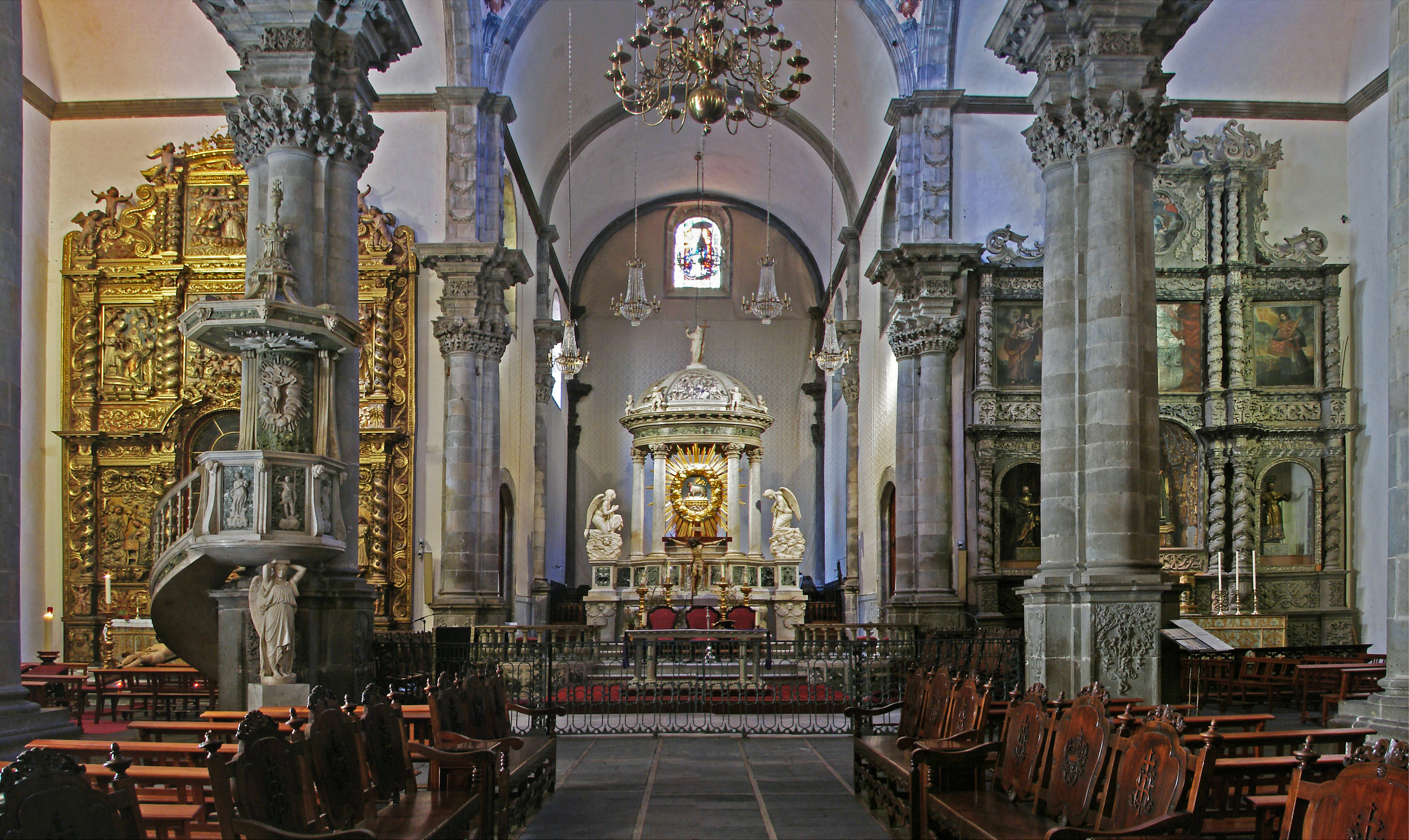
Interior de l'església de la Concepció.

En 1768 es va acordar l'enderroc de la vella parròquia, començant aquesta tasca el 27 de juny. Es va realitzar amb tanta rapidesa que l'11 de desembre del mateix any el bisbe Venegas va poder col·locar la primera pedra sota la porta oriental. La construcció del nou temple es va dur a terme entre 1768 i 1778, excepte les cobertes.
El nou edifici es va anar aixecant simultàniament en el seu exterior i interior. La seva façana és una parenceria de barroquisme tardà. El més destacat d'ella és el basament de la balconada central de reixeria, obra tallada per Patricio García.
Patricio García va haver de retre comptes el 18 de setembre de 1775, perquè els recursos econòmics es veien escassos per continuar les obres al mateix ritme. Per això, es realitza una segona petició al rei Carles III. La Cambra de Castella va acordar la prèvia rendició de comptes i més tard, que la documentació passés a dictamen de l'arquitecte major Ventura Rodríguez. No obstant això, Ventura no va anar amb compte en llegir l'informe de Patricio García, donant l'església de La Orotava per amb prou feines iniciada quan estava en gran part conclusa. Així, el 4 de febrer de 1784 projecta una petita basílica neoclàssica. L'enviament de l'informe i el nou projecte a la Real Audiència de Canàries es va demorar fins a 1787, data en la qual el temple es trobava ja gairebé acabat.
El temple va ser inaugurat amb gran solemnitat el 7 de desembre de 1788 pel bisbe de Canàries, Antonio Martínez de la Plaza.

### Seglexix
Durant aquesta centúria es va adaptar l'interior del temple a l'estil neoclàssic imperant en Europa. D'aquesta manera, es va portar de Gènova el templet del Tabernacle i el púlpit, ambdues obres de Giuseppe Gaggini, i la bella talla de la Immaculada Concepció d'Angelo Olivari, així com el reixat de ferro per delimitar el presbiteri, realitzat en Londres en 1822.
L'escultor de La Orotava, Fernando Estévez també durà a terme els encàrrecs per renovar la major part de l'estatuària destacant, sobretot, el grup escultòric de Sant Pere Apòstol (ca. 1820). Amb la Desamortització de Mendizábal de 1835, la parròquia de la Concepció adquireix nombroses obres artístiques provinents dels convents clausurats.
L'església de la Concepció és consagrada solemnement pel II Bisbe de Tenerife, Ildefons Infants i Macías, el 13 de juliol de 1879.

### Seglexx

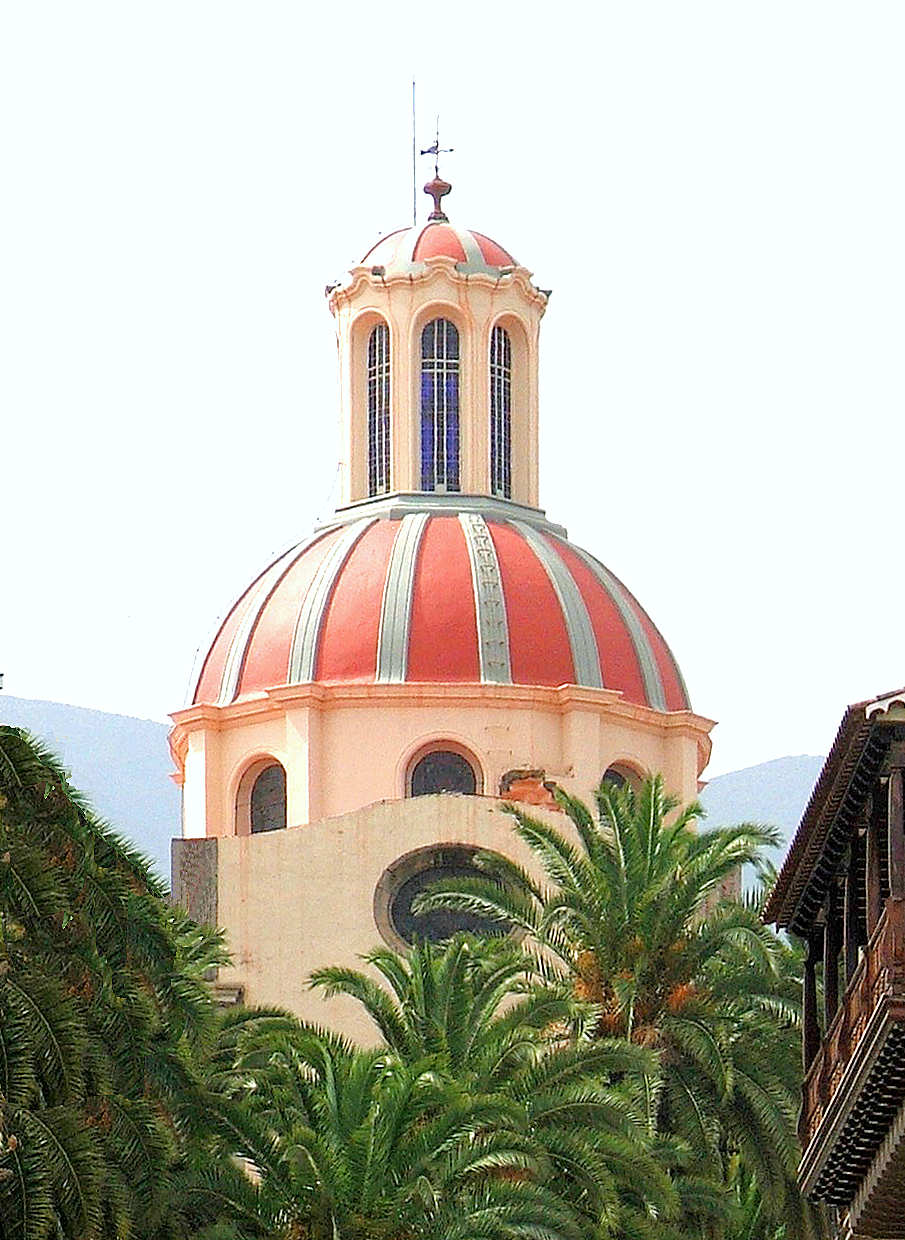
Cúpula de La Concepció.

El segle comença amb la visita del rei Alfons XIII a Canàries en 1906, visitant La Orotava i la parròquia de la Concepció el 28 de març. El mateix any, el monarca atorga a La Orotava el títol de Molt Noble i Lleial. Uns anys més tard, el 19 de juny de 1910, la Vila i el Temple Matriu serien visitats de nou per la infanta Isabel de Borbó i Borbó. A la fi de segle seran visitats de nou pels prínceps Joan Carles de Borbó i Sofia de Grècia, anteriors reis d'Espanya, el 2 de març de 1973.
Es duen a terme una sèrie de reformes en el temple, entre les quals destaquen les obres per reforçar el cimbori en 1913, provocant la desaparició dels frescs de les voltes -quedant solament els de les quatre petxines- i la col·locació de les vidrieres de colors portades de Saragossa, la dotació al temple d'il·luminació elèctrica i la instal·lació de l'òrgan alemany donat per María del Pilar Casañas, en 1914.
El temple és declarat pel govern espanyol Monument Històric-Artístic de categoria nacional el 18 de juny de 1948. Així mateix, és tancat el 12 d'abril de 1998 per procedir a la seva restauració, traslladant-se la parròquia matriu a l'església de Sant Agustí. El 8 de juny de 1999 és reobert amb gran solemnitat pel bisbe de Tenerife Felipe Fernández García.

### Seglexxi
El temple va començar el segle xxi amb la celebració del V Centenari de la declaració del seu Curato (1503-2003), motiu pel qual es va realitzar l'exposició El tresor de la Concepció, en la qual es van exposar importants obres d'orfebreria, escultures pertanyents a la parròquia, com les imatges de la Immaculada (1824) d'Angelo Olivari o la Verge del Trànsit (xviii) o les talles de Fernando Estévez, i els destacats llenços de Cristóbal Hernández de Quintana, Gaspar de Quevedo i Juan de Miranda, que posseeix la parròquia.
En 2008 va tenir lloc la creació del museu sacre El tresor de la Concepció, que alberga nombroses obres d'art, tant pictòric com d'escultura i orfebreria.

## Interior del temple

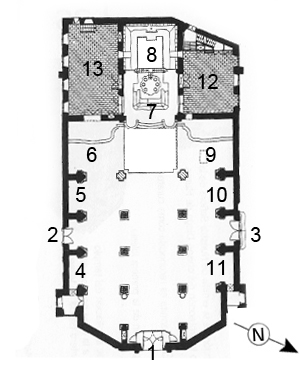
Plànol del temple.
1- Porta principal.
2- Porta sud.
3- Porta nord.
4- Capella del Calvari.
5- Capella de la Candelària.
6- Capçalera de la nau de l'Evangeli.
7- Altar Major.
8- Cor.
9- Capçalera de la nau de l'Epístola.
10- Capella de les Ànimes.
11- Capella de Sant Pere.
12- Sagristia Major.
13- Museu d'Art Sacre.

### Nau de l'Evangeli
La Nau de l'Evangeli se situa a l'esquerra del temple. Igual que la Nau de l'Evangeli, alberga en la seva estructura dues capelles laterals i una, més àmplia, que es desenvolupa en la capçalera. Als seus peus, al costat del cancell de la porta principal, podem trobar un quadre de La Immaculada amb Sant Ignasi de Loiola i Sant Francesc Xavier, obra del pintor de La Orotava, Gaspar de Quevedo, del segle xvii.

#### Batisteri
La torre sud o torre del rellotge alberga en el seu interior, en el seu pis inferior, el Baptisteri del temple, on es troba l'elegant pila de marbre del segle xviii i, en la paret, presidint un llenç de petit format de la Santíssima Trinitat, obra del pintor Juan de Miranda, realitzat cap a 1785.

#### Capella del Calvari
La confraria de la Santa Vera Cruz i Misericòrdia es va traslladar a la parròquia de la Concepció després de la seva fundació al veí Hospital de la Santíssima Trinitat l'11 de juny de 1560, i amb ella, també es va traslladar la seva imatge titular: La bella efígie del Santíssim Crist de la Misericòrdia, una talla realitzada en 1585 per l'escultor Rui Diaz d'Argumedo i que se situa en un retaule habilitat amb les restes d'un anterior desmuntat en 1768 Al costat d'ell, en la fornícula central, es disposen les efígies de La Nostra Senyora dels Dolors i Sant Joan Evangelista, ambdues obres de l'escultor José Luján Pérez i responen a la renovació escultòrica que es va veure sotmesa la vila a principis de segle xix i impulsada pel bisbe Tavira. La Dolorosa, de principis del segle xix, es presenta com un dels treballs més delicats del mestre grancanari, superior a altres peces de similar iconografia. Respecte a l'evangelista, cal destacar que es tracta d'una de les peces més originals de l'artífex, que respon a l'encàrrec del majordom de la Concepció, Antonio de Monteverde i Rivas, realitzada cap a 1806.
Les fornícules laterals alberguen dues talles destacades de l'escultor Fernando Estévez. A l'esquerra es troba l'efígie de Sant Tomàs de Villanueva. Qualificada de bella imatge pels frares agustins, va ser realitzada en 1816 per a l'església del convent de La nostra Senyora de Gràcia i traslladada posteriorment a la Concepció després del procés desamortitzador de 1835. A la dreta se situa la imatge de Santa Llúcia, màrtir de Siracusa. Una talla que reflecteix el gust italianitzant, principalment genovés, en l'obra de l'artista viller, que ofereix una meticulositat tècnica, sobretot en l'exquisit tallat del cabell. Va ser realitzada amb anterioritat a 1820, amb la finalitat de substituir l'anterior, que ja existia en 1604.

#### Capella de la Candelària

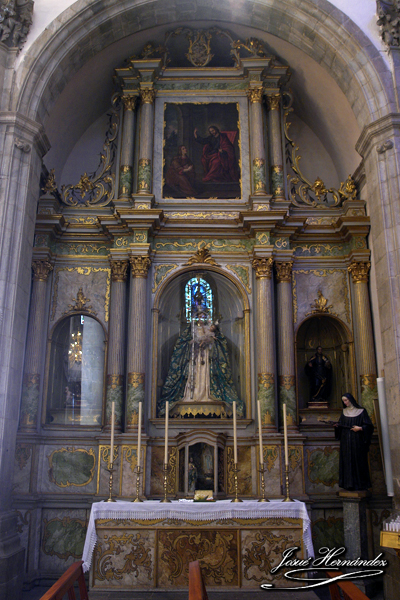
Capella de la Candelària.

Durant els terratrèmols que van assolar la comarca de La Orotava, provocats pel volcà de Güímar a principis del segle xviii, l'ajuntament de la vila de La Orotava acorda realitzar en 1705 vot solemne a la Verge de la Candelària com a promesa per cessar els tremolors, d'assistir a la celebració que es realitzava cada any en la Festivitat de la Presentació en el Temple. Aquesta imatge primitiva seria substituïda posteriorment per la imatge que pot contemplar-se en la fornícula central de la capella actualment.
Sobrenomenada La propera, es tracta d'una obra de Fernando Estévez, el primer dels tres treballs que va realitzar sota aquesta iconografia, datada de les primeres dècades del segle xix i que mostra un serè ideal de bellesa classicista. Si bé, el Nen Jesús que porta en els seus braços no respon a aquest autor.
El retaule de tall neoclàssic on es troba la imatge respon al pertanyent al convent dominic de Sant Benet Abat i que va ser instal·lat en el temple en 1852. En les fornícules laterals se situen les imatges de Sant Joan Nepomucè i Sant Francesc de Borja, ambdues talles sevillanes de mitjans del segle xviii.

#### Capçalera de la nau de l'Evangeli

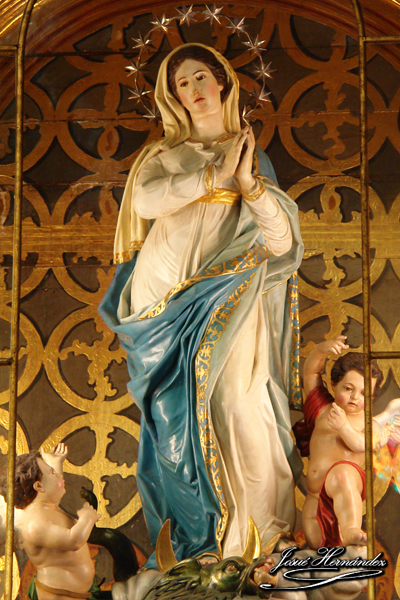
Immaculada Concepció, destacada talla genovesa de idealitzada bellesa neoclàssica.

La capella que conforma la capçalera de la nau de l'Evangeli destaca pel seu retaule barroc de la Immaculada Concepció. Recuperat del temple anterior, es tracta del primitiu retaule major de la parròquia, realitzat entre 1689 i 1691. El primer cos del retaule, compost pels relleus de L'Anunciació i Els Desposoris de la Verge, al costat del sagrari amb els Evangelistes, Sant Pere i Sant Pau, són obres de l'escultor Lázaro González d'Ocampo. En segon cos, amb els relleus de La Presentació de Crist en el temple, l'Assumpció de la Verge, i La Visitació de Maria, i l'àtic, amb la Coronació de la Verge, són obres de l'escultor Grabiel de la Mata. El retaule va ser daurat i policromat en 1717.
En la fornícula destaca la supèrbia i elegant talla de la Immaculada Concepció de Maria, realitzada a Gènova per l'escultor Angelo Olivari en 1822. Aquesta adquisició, sota la destacada majordomia de Monteverde i Rivas, va ser encarregada per la confraria de la Immaculada i es tracta de la millor mostra d'escultura neoclàssica arribada a Canàries durant les primeres dècades del segle xix, que destaca per la seva idealitzada bellesa, de cuidat perfil, i una composició realitzada sota un delicat classicisme.
En la pròpia capella, en la paret sud, també destaca per si mateix l'Urna Funerària de Gaspar de Franchi, Marquès del Sauzal. Aquest monumental sarcòfag de marbre de Carrara va ser realitzat a Gènova en 1788 i ho componen tres Putti -amb rellotge de sorra, amb una tíbia i amb una dalla respectivament, aquesta última desapareguda- i l'escut d'armes de la família Franchi. No obstant això, arribat el moment de la defunció del Marquès en 1813, no va arribar a utilitzar-se, encara tenint permís del monarca Carles IV per ser enterrat a l'interior del temple. En la inscripció de la seva base pot llegir-se:
| « | Este enterramento esta destnado para el Marqves del Sauzal/ svs hjos svcesores y demás de sv familia en virtvd de {\displaystyle \scriptstyle R^{L}} Permiso. | » |

En la capella es troba la taula d'altar barroca que abans estava situada en l'Altar Major, i una "M" sobredaurada al·lusiva al nom de Santa Maria en el seu anvers i amb un relleu de la Immaculada fet de fusta policromada en el seu revers.

#### Altar Major

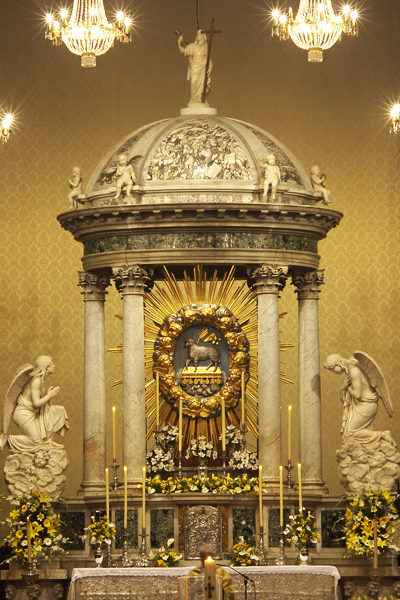
El Tabernacle genoví de l'Altar Major.

El presbiteri està situat sota el cimbori, en l'encreuament del transsepte i pels quatre pilars centrals, i al costat d'ell, ascendint per tres graons, la Capella Major i el cor. La composició de l'Altar major, de notable estil Neoclàssic, respon al nou corrent il·lustrat que va arrelar amb força des de principis de segle xix en La Orotava. Així, sota el pla ideat pel bisbe Tavira i l'arquitecte Diego Nicolás Eduardo, es va instal·lar en 1823 en la Capella Major el Tabernacle de marbres que l'artista Giuseppe Gaggini va realitzar a Gènova el mateix any. Una peça a forma de templet, composta per vuit columnes d'ordre corinti i rematades per una cupul·leta amb Puttis i coronat per l'al·legoria de la Fe. L'estructura està flanquejada per dos àngels -el de la Contemplació, a l'esquerra i el de l'Oració, a la dreta- sobre dos pedestals amb relleus de caps de lleons amb corones de flors de tall neoclàssic.
En la part inferior, sobre la taula d'altar, es troba un sagrari amb porta de plata, realitzat en 1822.
El centre del tabernacle ho compon l'Expositor del Santíssim, amb relleu del Be apocalíptic i aurèola de nimbus, àngels i rajos, fet de fusta policromada, per Fernando Estévez en 1827. Aquest artista, qui va poder posseir una destacada col·laboració en la renovació del temple, també va realitzar sobre 1823 les dues baranes del presbiteri, en fusta policromada imitant marbre i jaspis.
En un dels pilars principals que sostenen el cimbori, a l'esquerra del presbiteri, està col·locat el púlpit genovès realitzat també per l'artista italià Giuseppe Gaggini en 1823. L'estructura la compon una bella figura d'un àngel cariàtid que sosté el púlpit, amb relleus en marbre de Sant Lluc Evangelista, Sant Joan Baptista i Sant Mateu Evangelista. El tornaveu i dosel van ser realitzats en La Orotava en 1915, pel mestre d'obres Diego Álvarez, amb relleus d'Adán Bell i amb jaspiats a l'oli de Benjamí Sosa.
El reixat artístic de ferro que limita el presbiteri va ser realitzada a Londres l'any 1822 i estrenada solemnement amb el tabernacle i el púlpit el 28 de setembre de 1823.

#### Nau de l'Evangeli

##### Capçalera de la nau de l'Epístola

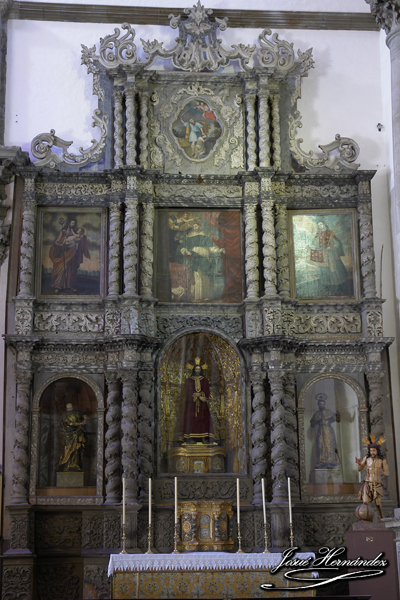
Retaule del Senyor Pres.

La capella situada en la capçalera de la nau de l'Epístola està presidida pel retaule barroc del Senyor Pres. Igual que el de la Immacualada, va ser recuperat del temple anterior. Es tracta d'una obra anònima del segle xvii, on en el primer cos se situa, en una fornícula central, la talla del conegut com el Senyor Pres, que representa a Crist emmanillat en el seu prendiment, obra atribuïda a Blas García Ravelo (1616-1680), del segle xvii. Actualment, se situen al costat de la imatge, en les fornícules dels carrers laterals, les talles de Sant Ignasi de Loiola i Sant Francesc Xavier, ambdues peces sevillanes arribades entorn de 1764, del cercle de Benito de Hita i Castillo. En segon cos presenta tres olis sobre llenç -de dreta a esquerra- amb Sant Josep, anònim del segle xviii; Sant Domènec de Guzmán, de Gaspar de Quevedo (segle xvii) i El Martiri de Sant Esteve, anònim del segle xviii. L'àtic està decorat amb el llenç de El Sacrifici d'Isaac, anònim del segle xviii.
La capella conté també un llenç de Les Negacions de Sant Pere, obra anònima del segle xvii, i un quadre d'Ànimes del cercle de Juan de Miranda, realitzat cap a 1781, que presidia el primitiu retaule d'Ànimes, actualment del Sagrat Cor de Jesús.